# Süleyman Demirel
Sami Süleyman Gündoğdu Demirel (phát âm tiếng Thổ Nhĩ Kỳ: [sylejˈman demiˈɾel], 1 tháng 11 năm 1924 – 17 tháng 6 năm 2015) là chính khách người Thổ Nhĩ Kỳ giữ chức Tổng thống Thổ Nhĩ Kỳ thứ 9 từ năm 1993 đến năm 2000. Trước đó ông là Thủ tướng Thổ Nhĩ Kỳ bảy lần giữa năm 1965 và năm 1993. Ông là Lãnh đạo Đảng Công lý (AP) từ năm 1964 đến năm 1980 và Lãnh đạo Đảng Dân chủ (DYP) từ năm 1987 đến năm 1993.